# Lissodendoryx rarus
Lissodendoryx rarus är en svampdjursart som beskrevs av Kazuo Hoshino 1981. Lissodendoryx rarus ingår i släktet Lissodendoryx och familjen Coelosphaeridae. Inga underarter finns listade i Catalogue of Life.